# Toni Silić
Toni Silić (Split, 7. svibnja 2004.) hrvatski je nogometaš koji igra na poziciji golmana za Hajduk Split.

## Klupska karijera
Na ljeto 2023. Toni je otišao u Sheriff Tiraspol na posudbu s opcijom otkupa na kraju sezone.

## Osobni život
Toni ima starijeg brata, Josipa koji je također golman.

## Vanjske poveznice
- Profil, Hrvatski nogometni savez
- Profil, Transfermarkt